# Reginar III.
Reginar III. Langhals († zwischen 971 und 997), aus der Familie der Reginare war ein Graf von Hennegau. Er war ein Sohn des Grafen Reginar II., welcher wohl um 931/932 gestorben war.
Reginar und sein Bruder Rudolf wurden 944 von dem westfränkischen Dux Hugo Magnus angegriffen. Das vorrangige Streben der Reginar-Brüder lag in der Rückgewinnung der Herzogsgewalt in Lothringen, die ihr Onkel Giselbert 939 verloren hatte. Folglich revoltierten sie mehrmals gegen den neuen Herzog Konrad den Roten, den Schwiegersohn König Ottos I. des Großen. Die Unfähigkeit des Herzogs, die Zustände in Lothringen zu beruhigen, trugen zu dessen Absetzung im Mai 953 bei. Allerdings vergab der spätere Kaiser das lothringische Herzogtum nun an seinen Bruder Brun, der zugleich auch zum Erzbischof von Köln geweiht wurde.
Reginar führte folglich seine Opposition fort und konnte einen Sieg gegenüber Brun erringen, indem er im März 955 in Lüttich einfiel, den Bischof Rather vertrieb und sogleich den ihm verwandten Balderich zum Bischof ernannte. Der Erzbischof-Herzog war gezwungen, dies hinzunehmen. Im Jahr 956 griff Reginar Brüssel an, welches einst von seinem Onkel, Herzog Gieselbert, an seine Ehefrau Gerberga gegeben wurde. Damit machte er sich allerdings den zweiten Ehemann seiner ehemaligen Tante, den westfränkischen König Lothar, zum Feind, welcher sich sogleich mit Erzbischof-Herzog Brun verbündete. Die Alliierten überrannten 957 den Hennegau und nahmen die Familie Reginars gefangen, worauf er nicht nur auf das von ihm eroberte Land verzichten musste, sondern auch seinen Einfluss verlor. Reginar wurde 958 nach Böhmen verbannt, die Familiengüter wurden konfisziert.
Seine Kinder wurden am westfränkischen Hofe aufgenommen.
Der Hennegau wurde hiernach in zwei neue Verwaltungseinheiten aufgeteilt, die Markgrafschaft Valenciennes und die Grafschaft Mons, die Bruns von Köln mit seinen Vertrauensmännern Amalrich bzw. Werner und Gottfried I. von Niederlothringen besetzte.
Aus seiner Ehe mit der Dame Adela (†961), die vermutlich der Familie der Dagsburggrafen entstammte, hatte er zwei Söhne:
- Reginar IV. († 1013), später Graf von Mons
- Lambert der Bärtige († 1015), später Graf von Löwen

Reginar III. starb im Exil, seine Söhne aber kehrten später mit westfränkischer Unterstützung nach Lothringen zurück und kämpften erfolgreich um ihr Erbe.